# Células sanguíneas

Diagrama que muestra el desarrollo de diferentes células sanguíneas de células madre hematopoyéticas a células maduras.

Una célula sanguínea o glóbulo, también llamado célula hematopoyética, hemocito o hematocito, es una célula producida a través de la hematopoyesis y se encuentra principalmente en la sangre. Los principales tipos de células sanguíneas incluyen;
- Glóbulos rojos (eritrocitos)
- Glóbulos blancos (leucocitos)
- Plaquetas (trombocitos)

Juntos, estos tres tipos de células sanguíneas suman un total del 45%  del tejido sanguíneo por volumen, con el 55% restante del volumen compuesto por plasma, el componente líquido de la sangre.

## Glóbulos rojos

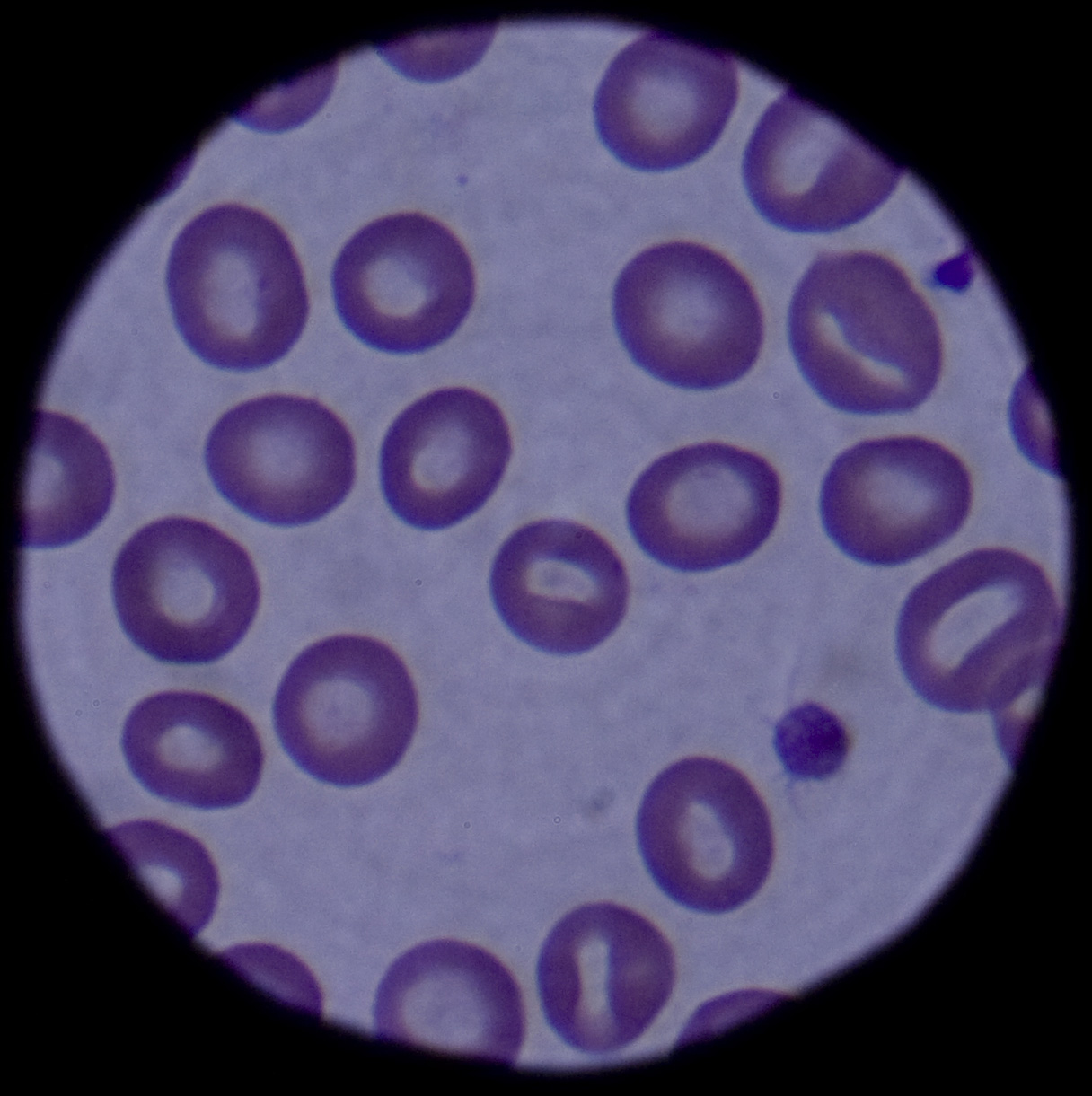
Células sanguíneas humanas rojas y blancas como se ven bajo un microscopio usando una tinción de diapositiva azul

Los glóbulos rojos o eritrocitos, principalmente transportan oxígeno y recogen dióxido de carbono mediante el uso de hemoglobina. La hemoglobina es una proteína que contiene hierro que le da su color a los glóbulos rojos y facilita el transporte de oxígeno desde los pulmones a los tejidos y el dióxido de carbono desde los tejidos a los pulmones que se exhala. Los glóbulos rojos tienen forma de disco y son deformables para permitirles pasar a través de los capilares estrechos. Los glóbulos rojos son mucho más pequeños que la mayoría de las otras células humanas.
Los glóbulos rojos se forman en la médula ósea roja a partir de células madre hematopoyéticas en un proceso conocido como eritropoyesis. En los adultos, se producen aproximadamente 2,4 millones de glóbulos rojos por segundo. Los glóbulos rojos tienen una vida útil de aproximadamente 100 a 120 días. Una vez que han completado su vida útil, el bazo los elimina del torrente sanguíneo.
Los glóbulos rojos maduros son únicos entre las células del cuerpo humano ya que carecen de un núcleo (aunque los eritroblastos tienen un núcleo).
La condición de tener muy pocos glóbulos rojos se conoce como anemia, mientras que tener demasiados es policitemia.

## Glóbulos blancos

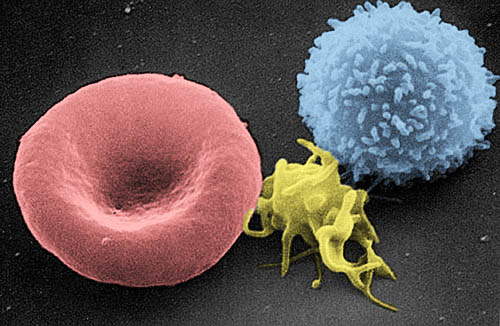
Micrografía electrónica de color de las células sanguíneas. De izquierda a derecha: eritrocitos, trombocitos, leucocitos.

Los glóbulos blancos o los leucocitos son células del sistema inmunológico involucradas en la defensa del cuerpo contra enfermedades infecciosas y materiales extraños. Se producen y derivan de células multipotentes en la médula ósea conocidas como células madre hematopoyéticas. Los leucocitos se encuentran en todo el cuerpo, incluyendo la sangre y el sistema linfático. Hay una variedad de tipos de glóbulos blancos que cumplen funciones específicas en el sistema inmunitario humano. Los glóbulos blancos constituyen aproximadamente el 1% del volumen sanguíneo.
Los glóbulos blancos se dividen en granulocitos y agranulocitos, que se distinguen por la presencia o ausencia de gránulos en el citoplasma. Los granulocitos incluyen basófilos, eosinófilos, neutrófilos y mastocitos. Los agranulocitos incluyen linfocitos y monocitos.
La condición de tener muy pocos glóbulos blancos es leucopenia, mientras que tener demasiados es leucocitosis. Hay términos individuales para la falta o exceso de tipos específicos de glóbulos blancos. El número de glóbulos blancos en circulación suele aumentar en la incidencia de infección. Muchos cánceres hematológicos se basan en la producción inadecuada de glóbulos blancos.

## Plaquetas
Las plaquetas, o trombocitos, son fragmentos de células claras de forma irregular, muy pequeños, de 2–3 µm de diámetro, que se derivan de la fragmentación de los megacariocitos. La vida útil promedio de una plaqueta normalmente es de 5 a 9 días. Las plaquetas son una fuente natural de factores de crecimiento. Circulan en la sangre de los mamíferos y están involucrados en la hemostasia, lo que lleva a la formación de coágulos de sangre. Las plaquetas liberan fibras similares a hilos para formar estos coágulos.
Si el número de plaquetas es demasiado bajo, puede producirse un sangrado excesivo. Sin embargo, si el número de plaquetas es demasiado alto, los coágulos sanguíneos pueden formar trombosis, que puede obstruir los vasos sanguíneos y provocar eventos como un accidente cerebrovascular, un infarto de miocardio, una embolia pulmonar o el bloqueo de los vasos sanguíneos en otras partes del cuerpo, como las extremidades de los brazos o piernas. Una anomalía o enfermedad de las plaquetas se llama trombocitopatía, que puede ser un número bajo de plaquetas (trombocitopenia), una disminución en la función de las plaquetas (trombastenia) o un aumento en el número de plaquetas (trombocitosis). Hay trastornos que reducen la cantidad de plaquetas, como la trombocitopenia inducida por heparina (HIT) o la púrpura trombocitopénica trombótica (TTP), que generalmente causa trombosis o coágulos, en lugar de sangrado.
Las plaquetas liberan una multitud de factores de crecimiento, incluido el factor de crecimiento derivado de las plaquetas (PDGF), un potente agente quimiotáctico y TGF beta, que estimula la deposición de la matriz extracelular. Se ha demostrado que ambos factores de crecimiento desempeñan un papel importante en la reparación y regeneración de los tejidos conectivos. Otros factores de crecimiento asociados con la curación producidos por las plaquetas incluyen el factor de crecimiento de fibroblastos básico, el factor de crecimiento tipo insulina 1, el factor de crecimiento epidérmico derivado de plaquetas y el factor de crecimiento endotelial vascular. La aplicación local de estos factores en concentraciones aumentadas a través de plasma rico en plaquetas (PRP) se ha utilizado como un complemento a la cicatrización de heridas durante varias décadas.

## Hemograma completo
Un hemograma completo (CBC) es un panel de prueba solicitado por un médico u otro profesional médico que brinda información sobre las células en la sangre de un paciente. Un científico o técnico de laboratorio realiza las pruebas solicitadas y proporciona al profesional médico solicitante los resultados del CBC. En el pasado, el conteo de las células en la sangre de un paciente se realizaba manualmente, al ver una diapositiva preparada con una muestra de la sangre del paciente bajo un microscopio. Hoy en día, este proceso generalmente se automatiza mediante el uso de un analizador automatizado, con solo aproximadamente el 10-20% de las muestras que ahora se examinan manualmente. Los recuentos anormalmente altos o bajos pueden indicar la presencia de muchas formas de enfermedad y, por lo tanto, los recuentos sanguíneos se encuentran entre los análisis de sangre más comúnmente realizados en medicina, ya que pueden proporcionar una visión general del estado de salud general de un paciente.

## Descubrimiento
En 1658, el naturalista holandés Jan Swammerdam fue la primera persona en observar los glóbulos rojos bajo un microscopio, y en 1695, el microscopista Antoni van Leeuwenhoek, también holandés, fue el primero en dibujar una ilustración de los "corpúsculos rojos", como se les llamó. No se descubrieron más células sanguíneas hasta 1842 cuando el médico francés Alfred Donné descubrió las plaquetas. Al año siguiente, los leucocitos fueron observados por primera vez por Gabriel Andral, un profesor de medicina francés, y William Addison, un médico británico, simultáneamente. Ambos hombres creían que tanto los glóbulos rojos como los blancos estaban alterados en la enfermedad. Con estos descubrimientos, se estableció la hematología, un nuevo campo de la medicina. Aunque los agentes para teñir tejidos y células estaban disponibles, casi no se lograron avances en el conocimiento de la morfología de las células sanguíneas hasta 1879, cuando Paul Ehrlich publicó su técnica para teñir películas de sangre y su método para el recuento diferencial de células sanguíneas.